# Sistema de Law
El sistema de Law, ideado por el escocés John Law, se aplicó en Francia, bajo la regencia de Felipe de Orleans, de 1716 a 1720, para liquidar la deuda dejada por Luis XIV. Una de sus particularidades fue desarrollar el uso del papel moneda en lugar del metálico, ya que el papel moneda tiene la ventaja de circular de manera sencilla entre la gente y esta circulación es la que crea riqueza real en una economía y facilita el comercio y la inversión.
Creado por ley, el Banco general —sociedad a base de acciones— debía apoyarse en la actividad colonial de su sociedad hermana, la Compañía Francesa de las Indias Orientales, para acabar absorbiendo la casi totalidad del comercio colonial francés, y después la mayor parte de los impuestos (arrendamiento de la Ferme générale, rentas particulares). Pero este cuasi monopolio, combinado con una intensa propaganda, provocó una especulación desenfrenada con las acciones y una subida desmesurada de los precios. El sistema de Law fue el origen de las primeras emisiones bursátiles a gran escala y constituye un hito en la historia de los mercados de valores.
Law tenía probablemente un objetivo más ambicioso, una revisión completa del sistema fiscal, pero los interesados se opusieron eficazmente. La especulación con las acciones de las distintas empresas de Law acabó por arruinar el sistema, cuando el precio cayó tan rápido como había subido, a raíz del pánico. Cuando, en julio de 1720, los accionistas y tenedores de pagarés exigieron repentinamente que se les devolviera el oro, la riqueza colonial aún no había llegado y el efectivo escaseaba. Law había creado tres veces más billetes de los que podía pagar y el sistema tuvo que admitir la quiebra.

Este sistema, que fue desarrollado en primer lugar en Inglaterra, fue adoptado más adelante por Francia y otros países y es el origen del sistema económico moderno.

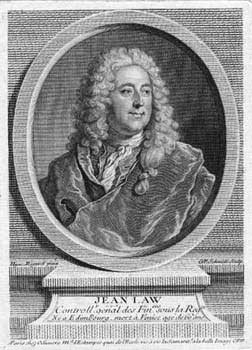
John Law, inspector de la Banque Royale. Grabado de Georg Frederick Schmidt. 1738 según Hyacinthe Rigaud (1719-1720).

## Nacimiento del sistema
Habiendo intentado ya acercarse al rey Luis XIV diez años antes, John Law regresó a Francia en 1714. Fue recibido por el duque de Orleans, quien le recomendó a Desmarets, Interventor General de Finanzas. En septiembre de 1715, murió Luis XIV y, siendo aún niño Luis XV, el duque de Orleans se convirtió en regente. Las finanzas del reino estaban en un estado desastroso tras décadas de guerra. La deuda ascendía a 2800 millones de libras, el equivalente a diez años de ingresos, un récord absoluto. El Regente recibió de nuevo a John Law y, convencido por su sistema, le impuso a sus consejeros, Noailles, Rouillé du Coudray, director y miembro del Consejo de Finanzas, y Gournay, director del Consejo de Comercio. Rouillé du Coudray, financiero perspicaz, había visto el punto débil del proyecto de Law: la seguridad del efectivo en caso de retiradas repentinas y masivas.
El 2 de mayo de 1716, Law fue autorizado por un edicto a crear un banco privado, inspirado en el Banco de Inglaterra, que tomó el nombre de «Banque Générale», establecido en París, en la calle Vivienne, en una parte del antiguo palacio de Mazarino. Pero pronto la calle Quincampoix fue el centro de este agiotaje. Su capital ascendía entonces a 1 millón de libras, dividido en 2000 acciones de 500 libras cada una, una cuarta parte de las cuales era pagadera en efectivo y el resto en «papeles del Estado». El banco tuvo un éxito inmediato gracias a su elevada anualidad (7,5 %). El 10 de abril de 1717, un nuevo edicto amplió los privilegios del banco: los billetes que emitía, convertibles a la vista, pueden usarse para el pago de impuestos. El capital se amplió a 6 millones.

## Desarrollo
El 23 de agosto de 1717, Law obtuvo la retrocesión de los privilegios de la Compagnie de la Louisiane, vendidos por el financiero Antoine Crozat para pagar una deuda al Estado tras la «opération du visa». El 6 de septiembre, Law creó la Compagnie d'Occident, para las colonias francesas de América y Senegal, rápidamente apodada Compañía del Misisipi. A partir de entonces, mantuvo el monopolio comercial de Luisiana durante veinticinco años, con el objetivo de poblar la colonia con 6000 blancos y 3000 negros en diez años, para competir con España e Inglaterra.
Su capital ascendía a 100 millones de libras, dividido en 200.000 acciones pagaderas en papel del Estado, con un dividendo del 4 %. Una vez más, fue un éxito: Law presentó Luisiana como una tierra de oportunidades para atraer capital, pero los colonos no eran lo bastante numerosos para empezar y la mayoría lo hizo para escapar de las galeras. La operación permitió eliminar 60 millones de libras de deuda pública.

«Para poblar el territorio, empezaron por detener a todos los malos sujetos y a las mujeres públicas recluidas en las cárceles. La medida habría sido buena si se hubiera limitado a eliminar a esta escoria, pero pronto se abusó de esta depuración. Se apoderaron de un gran número de artesanos honrados. Las esposas, con la esperanza de vivir sin miedo con sus amantes, pagaban a los arqueros para que enviaran a sus maridos al Misisipi. Los hijos, para disfrutar más rápidamente de los bienes de sus padres, utilizaban los mismos medios».

Law pretendía convertir sus dos establecimientos en instituciones públicas. En su idea, ambas cosas estaban vinculadas: el objetivo era atraer saldos en metálico que circulaban en el reino, para vender, en sustitución, papel moneda empeñado en el poder económico de Francia. Según Law, este último era prácticamente ilimitado: se basaba en la explotación de las colonias francesas. Aunque el Regente se dejó convencer por estas teorías, no encontraron mucho apoyo en otras partes. Solo el abate Dubois y el duque de Saint-Simon eran partidarios, aunque de manera algo tibia.
La Banque générale se convirtió en Banque royale el 4 de diciembre de 1718, con efecto a partir del 1 de enero de 1719: los billetes de banco pasaron a estar garantizados por el rey. En 1719, la compañía absorbió a la Compañía de las Indias Orientales, la Compañía de China y otras compañías comerciales rivales. Se convirtió así en la Compañía Francesa de las Indias Orientales. Law también obtuvo la Granja General del tabaco y compró arbitrariamente la explotación de impuestos indirectos a los Hermanos Pâris. En julio de 1719, recibió la Superintendencia de Moneda y, por tanto, el monopolio de emisión en Francia. En octubre, por fin, recibió los ingresos generales.
Todas estas instituciones dirigidas por Law significaban que, a partir de entonces, un solo hombre tenía el control absoluto de todo el comercio exterior y del sistema fiscal de Francia. La emisión de acciones de la empresa permitió convertir las antiguas rentas y otros papeles del Estado y así liquidarlos: el nivel de deuda pública descendió. Law esperaba que un mejor control del sistema y una mejor gestión se tradujeran en beneficios sustanciales. Además, la empresa prestó 1200 o 1600 millones de libras al Regente al 3 % para pagar un conjunto de deudas públicas. Un segundo préstamo de 200 millones se utilizó para amortizar las oficinas denominadas «inútiles». Estos préstamos dieron lugar a sucesivos aumentos de capital, dando así rienda suelta a la especulación, que comenzó en julio de 1720: fueron las famosas escenas de la calle Quincampoix, en gran parte noveladas en Le Bossu (El jorobado), de Paul Féval.

## La crisis

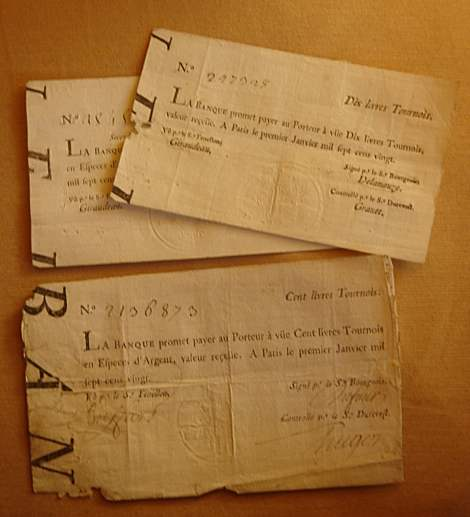
A juzgar por los numerosos agujeros de aguja, los últimos billetes emitidos por la Banque royale circularon mucho.

En 1720, el banco y la empresa se fusionaron. Law, convertido al catolicismo por el abate de Tencin, que lo apoyó eficazmente, fue nombrado el 5 de enero Controlador General de Finanzas para atraer capitales. La situación se fue de las manos: para acabar con el tradicional acaparamiento francés de oro y plata, Law prohibió poseer más de 500 libras en metales preciosos por hogar, so pena de confiscación y multa. Se prometieron recompensas a los denunciantes y se llevaron a cabo registros, incluso entre los clérigos. El 11 de marzo, para disuadir al público de utilizar moneda metálica, suspendió el valor liberatorio del oro a partir del 31 de diciembre. Mientras la opinión pública tronaba, hizo detener y deportar a las colonias a los «sembradores de falsos rumores», lo que provocó un escándalo. A partir del 24 de marzo, algunos iniciados difundieron rumores de quiebra (lo que aún hoy constituiría un delito).

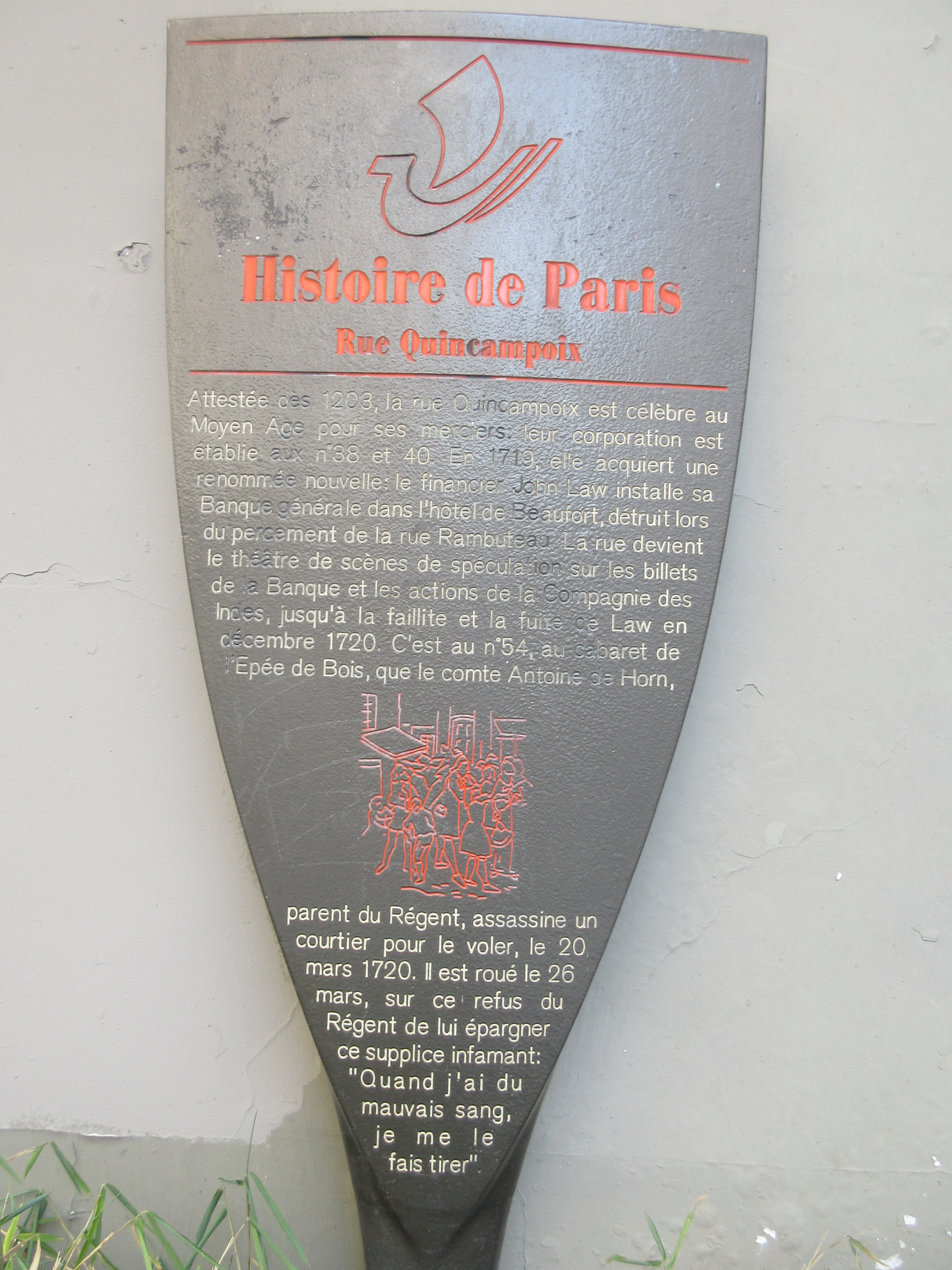
Panel «Historia de París» en la calle Quincampoix.

Al mismo tiempo, la propaganda orquestada por Law sobre el «Eldorado de Luisiana» se agotó y ya no encontró tomadores. Grandes personalidades, como el príncipe de Conti y el duque de Borbón, acudieron en persona a retirar el oro de la sede del banco, en la rue Quincampoix, lo que provocó disturbios. La cotización cayó, sin que Law consiguiera controlarla. El 17 de julio, se recogieron diecisiete muertos tras los disturbios de la calle Quincampoix. El 21 de julio, un decreto instituyó una semiquiebra. Esto precipitó la caída del sistema, que fue abolido por etapas entre septiembre y octubre. El 10 de octubre, por fin, se anunció la suspensión de los billetes de la Banque royale a partir del 1 de noviembre.
El sistema de Law ya no existía. El propio John Law, que había dimitido de sus funciones ministeriales, huyó de París el 14 de diciembre, antes de exiliarse en Venecia. Fue sustituido por Félix Le Peletier de La Houssaye el 12 de diciembre de 1720.
En 1745, el príncipe Carlos Manuel se enfrentó a una grave crisis financiera en Turín. El precio del trigo se disparaba y el dinero empezaba a escasear. Sus consejeros, recordando el Sistema, intentaron lanzar un papel moneda pero no cometieron los mismos errores: el papel fue pignorado al Tesoro ducal. Fueron los primeros billetes impresos en italiano. Se imprimieron denominaciones de 100, 200, 500, 1000 y 3000 liras por un importe total de 6 millones de liras, garantizadas por el Ducado de Saboya y el Reino de Cerdeña, reembolsables en cinco años y con un interés del 4 %. El emisor era la Regie Finanze di Torino, entonces uno de los bancos más fuertes de Europa. En virtud de la ley de 26 de septiembre de 1745, los billetes pasaron a tener curso legal y debían ser aceptados como moneda. La situación financiera se normalizó a finales de 1746.

## La liquidación

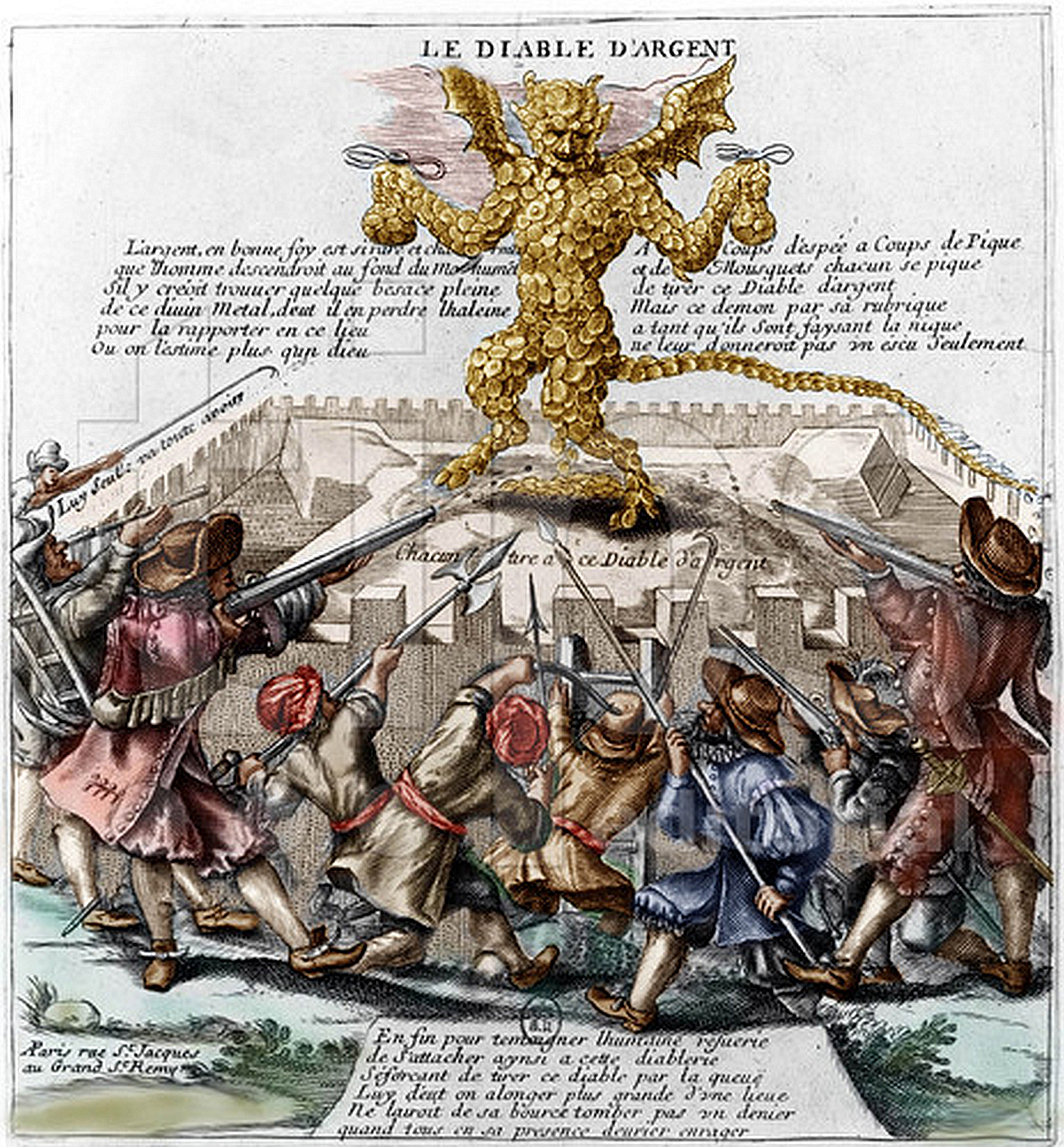
Le Diable d'argent, grabado satírico sobre un tema de feria, que simboliza el colapso del sistema de Law (hecho por Jacques Chéreau el joven, París, alrededor de 1720).

La liquidación del sistema se confió a los hermanos Pâris, antiguos comerciantes de municiones que se habían enriquecido durante la guerra de sucesión española y que se habían convertido en banqueros. Un decreto de 28 de octubre obligaba a los titulares de acciones a hacerlas sellar (el «visado») en la sede de la sociedad. Los que fueron juzgados «de buena fe» lo recibieron en una semana, los demás en tres años.
La «comisión de visados» duró del 2 de enero de 1721 a enero de 1722. Afectaba a 2500 millones de libras de papel, para un total de 511 000 depositantes. Este censo permite estimar la población afectada por el sistema de Law en unos 2 millones de personas, es decir, el 10 % de la población. De los depositantes, 251 000 poseían menos de 500 libras (unos 6500 euros en 2022) y otros 100 000 más de 10 000 libras (unos 130 000 euros en 2022). Al final del visado, la deuda del reino se redujo a 1700 millones de libras (unos 22 000 millones de euros en 2022). 185 especuladores fueron multados con un total de 187 millones de libras. Dos quintas partes de los «visados» fueron indemnizados íntegramente. Por debajo de 400 libras, todos lo fueron. Los menos ricos, contrariamente a la creencia popular, no se vieron penalizados por el colapso del sistema.

## Balance
El sistema de Law permitió asumir parte de la deuda del Estado, que, momentáneamente liberado de sus movimientos, pudo apoyar la guerra contra España. Más discretamente, esta bacanada de aire financiera le permitió corromper a ciertos ministros austriacos y, sin duda, a las tropas irlandesas enviadas por España para apoyar la conspiración de Pontcallec.
Sin embargo, la caída del sistema hizo que Francia desconfiara permanentemente del papel moneda: arruinó a muchos accionistas, al tiempo que enriqueció considerablemente a los que supieron vender a tiempo. El sistema de Law permitió así una cierta movilidad social, pero también dio lugar a un resentimiento persistente. El comportamiento despreocupado y el gasto escandaloso de algunos financieros ricos alimentaron el resentimiento popular.
En el ámbito puramente económico, la mejora de la circulación monetaria impulsó el comercio exterior, principalmente hacia las colonias. En el periodo que siguió, los comerciantes se dieron cuenta de que la oferta de dinero podía aumentar y, sobre todo, de que la velocidad de circulación del capital era la base del crecimiento. Posteriormente, la Compañía de las Indias envió entre diez y once barcos al año a las Indias en el periodo 1720-1770, frente a solo tres o cuatro en el periodo 1664-1719. Casi la mitad de los productos que regresaban de Oriente, en valor, eran metales preciosos, que se reciclaban en el circuito económico.
En el plano interno, el Sistema provocó una elevada inflación, sobre todo en el precio de la tierra y los valores.